# Cenchrus ciliaris
Cenchrus ciliaris är en gräsart som beskrevs av Carl von Linné. Cenchrus ciliaris ingår i släktet tagghirser, och familjen gräs. Inga underarter finns listade i Catalogue of Life.

## Bildgalleri

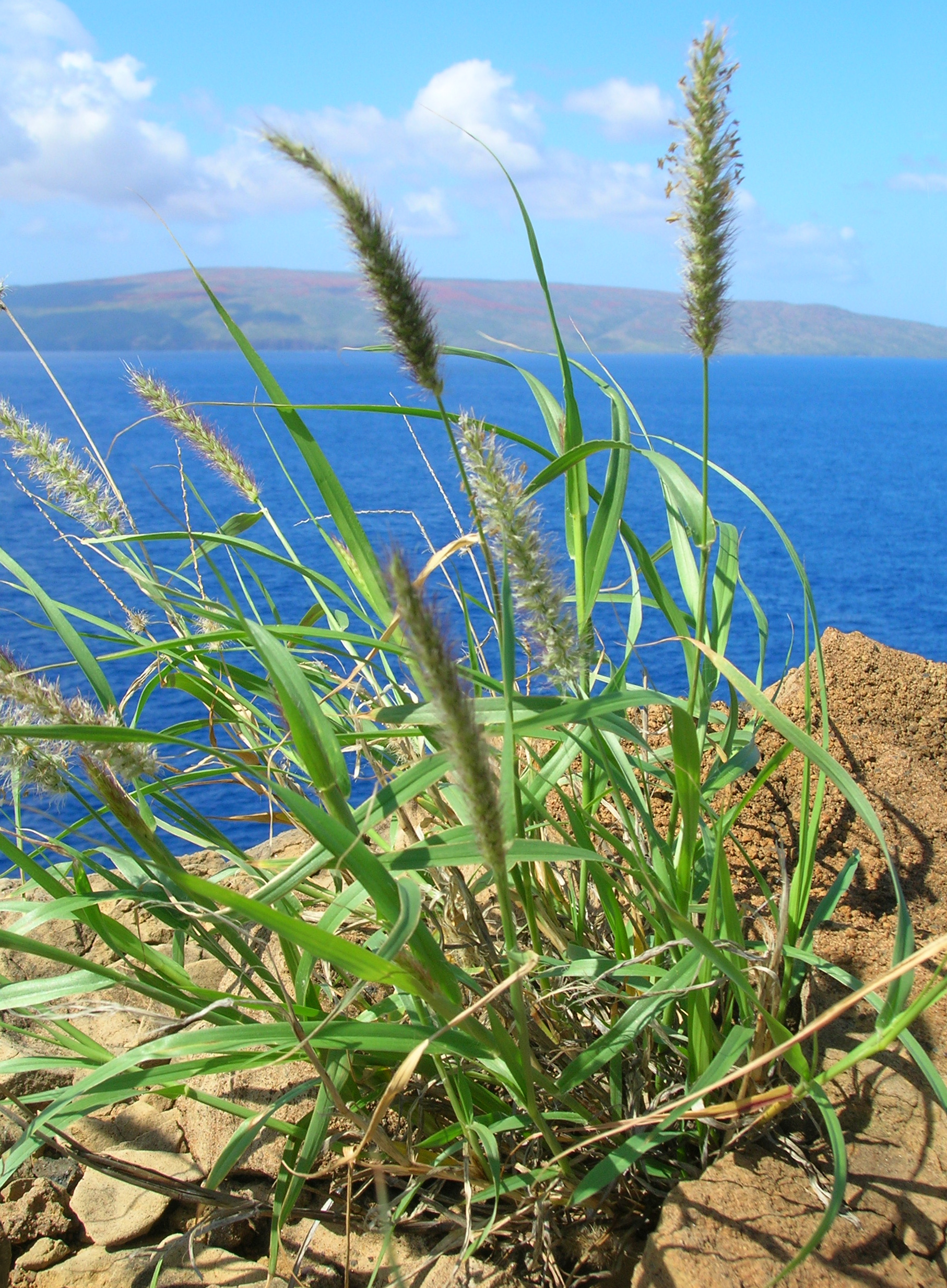